# Mark Davis (snooker)
Pour les articles homonymes, voir Mark Davis et Davis.
Mark Davis est un joueur de snooker professionnel anglais né le 12 août 1972 à St Leonards-on-Sea, Sussex de l'Est. 
Sa carrière est bouleversée à l'âge de 46 ans, lorsqu'il atteint sa première finale en tournoi classé, lors de l'Open d'Angleterre, finale qu'il perd cependant contre Stuart Bingham (9-7). Davis compte aussi cinq victoires non classées et trois titres au championnat du monde de snooker à six billes rouges.
Il n'a aucun lien de parenté avec le joueur Steve Davis, légende de la discipline. Il vit aujourd'hui à Hastings, dans le comté de Sussex. 

## Carrière
Davis passe professionnel en 1991. Au championnat du monde de 1995, il élimine le no 7 mondial, Ken Doherty, avant d'être battu par Peter Ebdon en huitièmes de finale. En 1996, il atteint son premier quart de finale en tournoi classé, sur l'Open d'Allemagne. Davis réitère lors de l'Open d'Écosse 2001. Son tournoi est marqué par une victoire de prestige au second tour, contre la tête de série principale, Ronnie O'Sullivan (5-1). Il remporte son premier titre en 2002, au championnat Benson & Hedges, où il bat Mehmet Husnu en finale 9 manches à 6, lui offrant ainsi une invitation au Masters de snooker. Son apparition au Masters est de courte durée ; il est battu lors du match préliminaire par Alan McManus, 6 à 5.

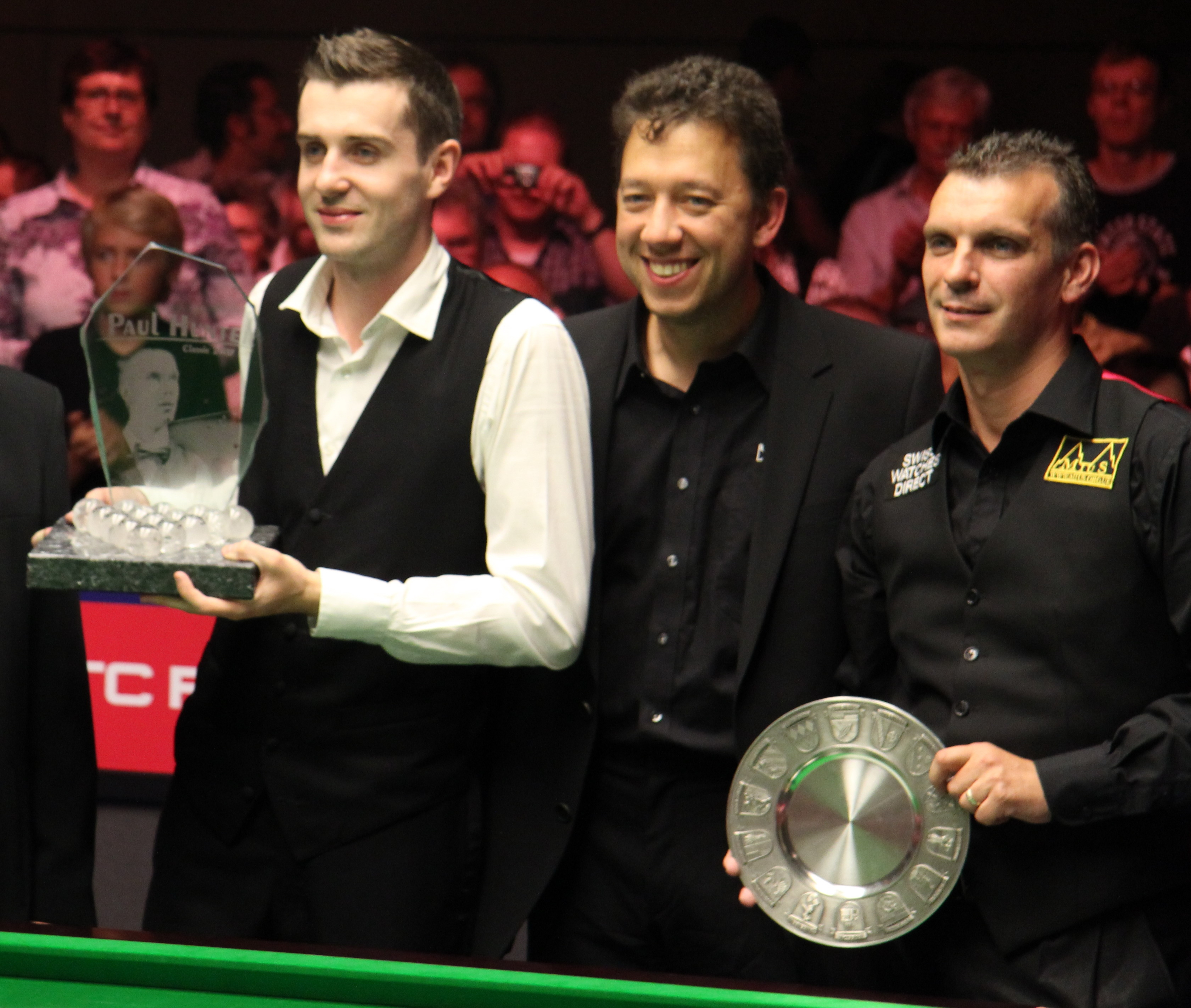
Mark Selby et Mark Davis après la finale du Classique Paul Hunter 2011.

Davis se révèle assez tardivement ; il inscrit une victoire au championnat du monde de snooker à six billes rouges en 2009. En fin de saison 2009-2010, il retrouve le deuxième tour du championnat du monde pour la première fois depuis plus de quinze ans. Pour ce faire, il élimine Ryan Day, avant d'être balayé à son tour, par Mark Allen. Pour la première fois de sa carrière, il termine une saison dans le top 32 du classement mondial. Il franchit une nouvelle étape l'année suivante, retrouvant pour la première fois les quarts de finale d'un tournoi classé depuis plus de dix ans, lors du Masters de Shanghai. Malgré une avance de 4-1 et l’espérance d’accéder à une première demi-finale classée en près de vingt ans de carrière, son parcours est stoppé par Jamie Burnett. En 2011, il perd la finale du Classique Paul Hunter, contre son compatriote Mark Selby, qui le domine sur le score de 4 manche à rien,. En 2012, il est quart de finaliste du Snooker Shoot-Out. Ses résultats au cours des dernières saisons lui permettent de mieux s'installer dans le top 20 mondial.
En septembre 2012, il regagne le championnat du monde à six billes rouges, face à Shaun Murphy. C'est également en 2012 qu'il atteint une première demi-finale en tournoi classé, au championnat du Royaume-Uni, à l'âge de 40 ans. Toujours en 2012, il est demi-finaliste sur le Classique de Wuxi et l'Open d'Australie. Au championnat du monde de 2013, Davis bat l'Écossais John Higgins et se voit qualifié pour les huitièmes de finale au Crucible Theatre pour la troisième fois de sa carrière. Cette performance lui vaut également d'intégrer le top 16 du classement mondial pour la première fois, se classant au 12e rang. Après une telle saison, Davis démontre qu'avec la persévérance, tout est possible ; il n'avait jamais atteint la moindre demi-finale majeure en plus de vingt années en tant que joueur professionnel. En début de saison 2013-2014, il remporte de nouveau le championnat du monde de snooker à six billes rouges, aux dépens de Neil Robertson. En pleine confiance, il remporte aussi la coupe générale et se hisse en quart de finale de quatre autres tournois (Masters de Shanghai, Open d'Australie, Masters d'Allemagne 2014 et Shoot-Out). Il finit encore la saison dans le top 16. 

La saison suivante, il est de nouveau demi-finaliste sur l'Open d'Australie. Malgré une saison aussi marquée par des quarts de finale au championnat du Royaume-Uni, à l'épreuve finale du championnat du circuit des joueurs, à l'Open d'Inde et au Grand Prix mondial, Davis perd trois places au classement de fin de saison. Il est même finaliste du championnat de la ligue 2015, battu par son compatriote Stuart Bingham. 

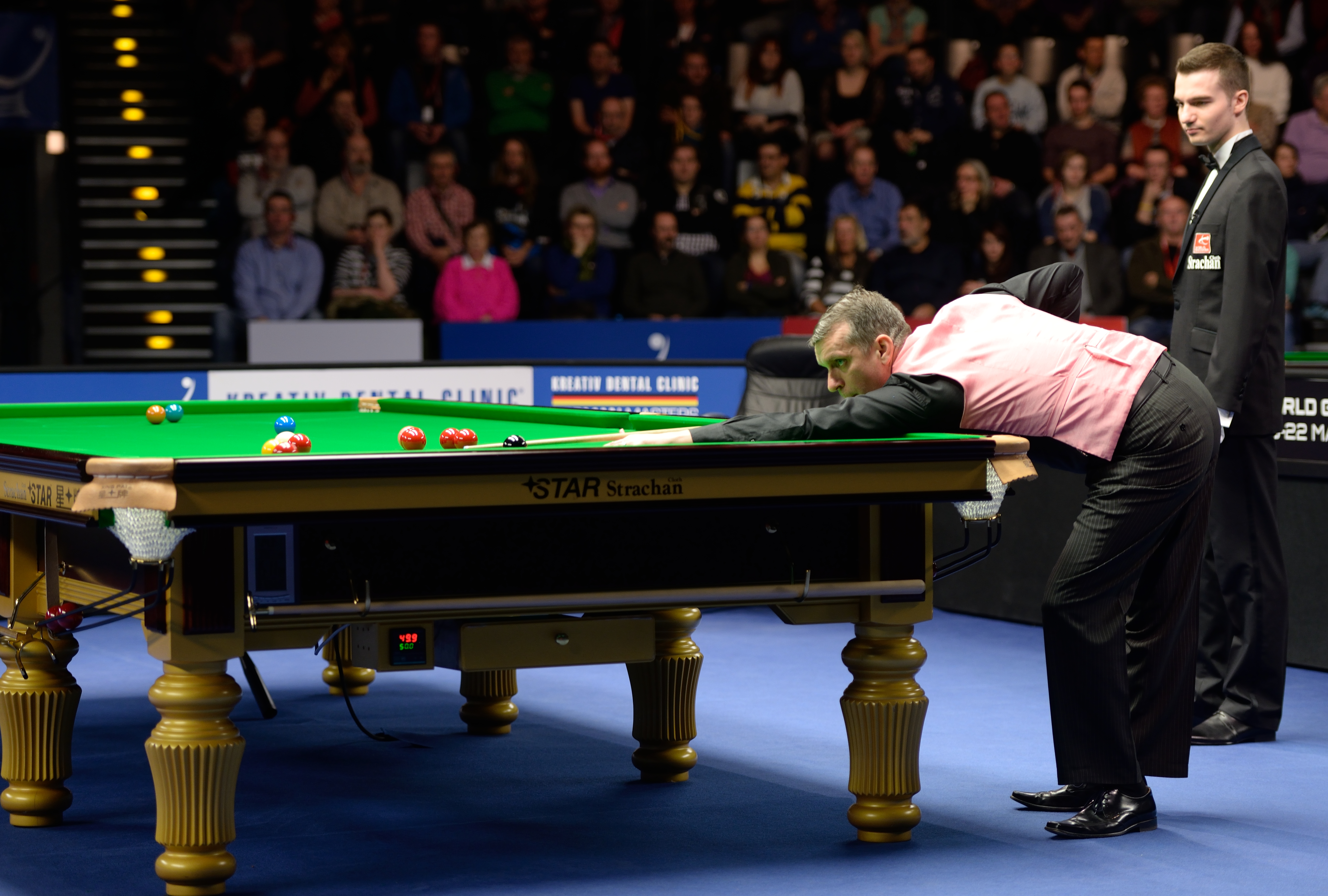
Mark Davis au Masters d'Allemagne 2015.

Davis devient le champion du monde dans la catégorie seniors en 2016 à Preston, s'imposant sur le Gallois Darren Morgan en finale 2 manches à 1. Toujours en 2016, il est triple quart de finaliste sur des tournois classés, à l'Open d'Écosse, au Classique Paul Hunter et au Masters d'Europe. Lors du championnat de la ligue 2017, Davis réussit l'exploit de réaliser deux breaks maximums de 147 points au cours du même tournoi. Cette performance est d'autant plus impressionnante, que Davis n'avait jamais signé de break de 147 points en tournoi professionnel auparavant.
En 2018, retombé à la 41e place mondiale, il atteint sa toute première finale majeure lors de l'Open d'Angleterre à Crawley (Sussex), à l'âge de 46 ans, après plus de 27 ans de carrière professionnelle. Au cours de l'épreuve, il bat Robbie Williams (4-1), Adam Stefanow (4-0), Mei Xiwen (4-2), John Higgins (4-2), Ryan Day (5-1) et Ronnie O'Sullivan (6-1), avant de s'incliner contre Stuart Bingham (9-7). Davis est également demi-finaliste sur un autre tournoi de classement ; le Snooker Shoot-Out 2018. En 2019, il retrouve un nouveau quart de finale classé, lors de l'Open d'Inde. Ce regain de forme est bénéfique au classement du joueur anglais ; Mark Davis retrouve le top 32 mondial.
Les résultats de Davis se détériorent lors des saisons qui arrivent ensuite, même s'il réussit à se qualifier pour le championnat du monde 2021. Mené 7-2 par Jamie Clarke au dernier tour de qualification, il revient dans la partie et l'emporte (10-8). D'ailleurs, il manque sa chance au premier tour contre Shaun Murphy. L'Anglais retombe à la 54e place du classement mondial en avril 2022, son plus bas classement depuis plus de dix ans.  
Il a aussi compilé plus de 260 centuries tout au long de sa carrière professionnelle.

## Palmarès

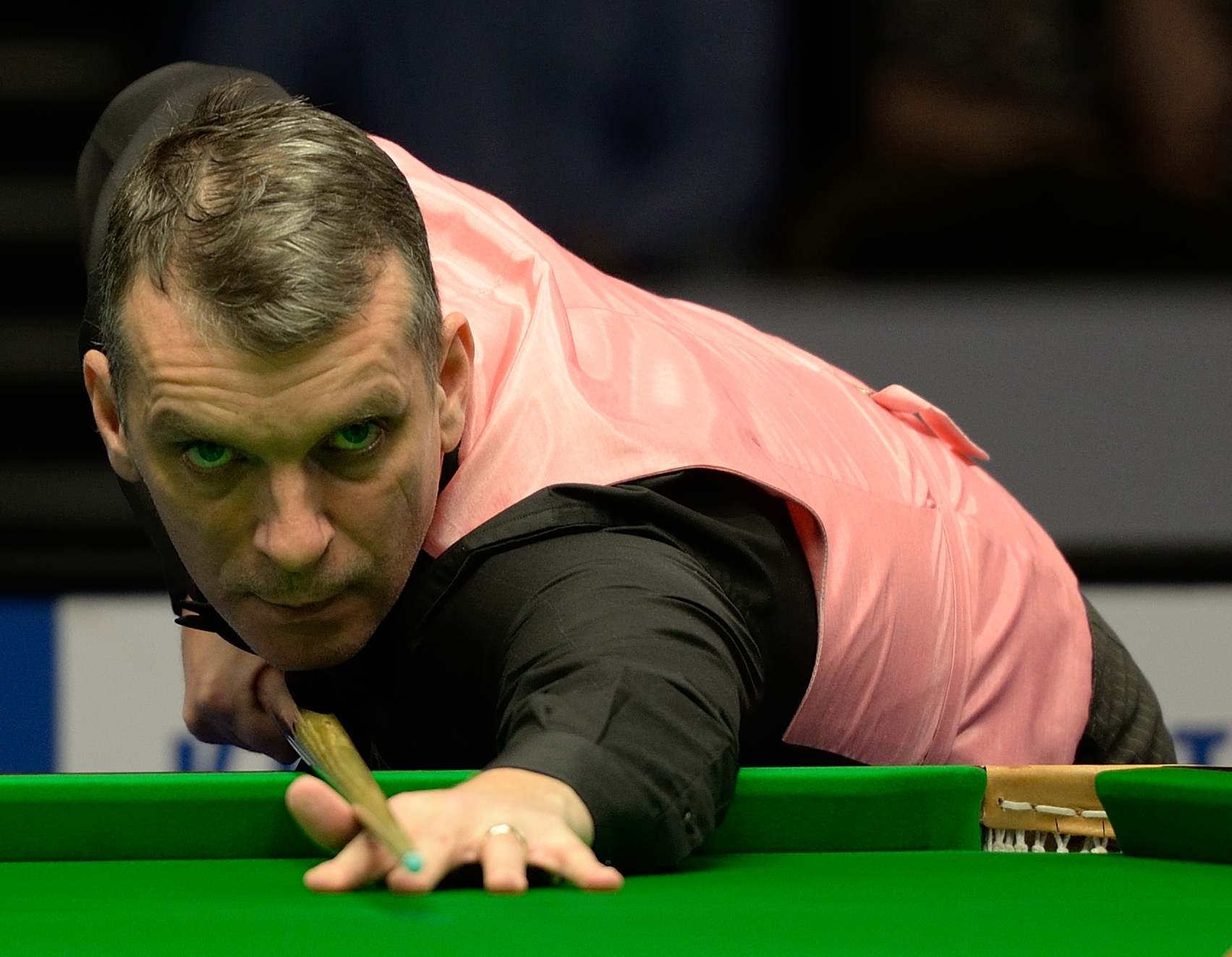
Mark Davis (2015).

| Légende | Catégorie                      | Titres                         | Finales                        |
|         | Tournois classés               | 0                              | 1                              |
|         | Tournois classés mineurs       | 0                              | 1                              |
|         | Tournois non classés           | 4                              | 2                              |
|         | Tournois pro-am                | 1                              | 2                              |
|         | Tournois alternatifs           | 3                              | 0                              |
|         | Tournée mondiale senior        | 1                              | 0                              |
| Gras    | Tournois de la triple couronne | Tournois de la triple couronne | Tournois de la triple couronne |

### Titres

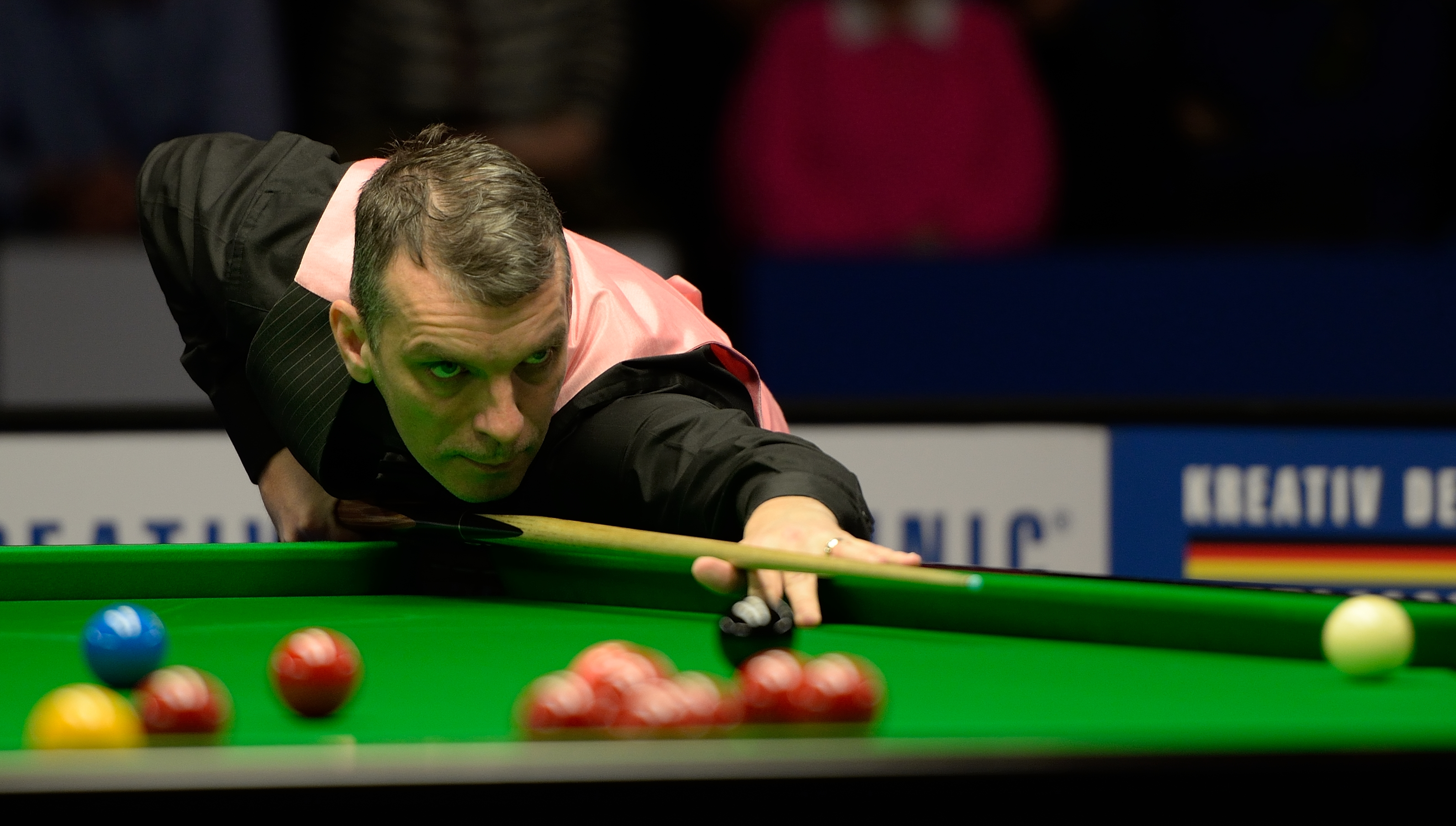
Davis à la table en 2015.

| Saison    | Nom du tournoi                               | Lieu       | Finaliste       | Score | Tableau |
| 1995-1996 | Masters de Malte                             | Marsaskala | John Read       | 6-3   |         |
| 2002-2003 | Championnat Benson & Hedges                  | Prestatyn  | Mehmet Husnu    | 9-6   | Tableau |
| 2002-2003 | Championnat de Merseyside                    | Liverpool  | Stephen Maguire | 5-2   |         |
| 2007      | Open d'Allemagne                             | Allemagne  | Joe Perry       | 4-3   |         |
| 2008-2009 | Championnat du monde à six billes rouges     | Killarney  | Mark Williams   | 6-3   |         |
| 2012-2013 | Championnat du monde à six billes rouges (2) | Bangkok    | Shaun Murphy    | 8-4   |         |
| 2013-2014 | Championnat du monde à six billes rouges (3) | Bangkok    | Neil Robertson  | 8-4   |         |
| 2013-2014 | Coupe générale                               | Hong Kong  | Neil Robertson  | 7-2   |         |
| 2015-2016 | Championnat du monde seniors                 | Preston    | Darren Morgan   | 2-1   |         |

### Finales perdues
| Saison    | Nom du tournoi                   | Lieu      | Finaliste       | Score | Tableau |
| 2003-2004 | Championnat de Merseyside        | Liverpool | Stephen Maguire | 1-5   |         |
| 2004-2005 | Tournoi pro-am Pontins (automne) | Prestatyn | Stuart Bingham  | 2-5   |         |
| 2011-2012 | Classique Paul Hunter            | Fürth     | Mark Selby      | 0-4   | Tableau |
| 2014-2015 | Championnat de la ligue          | Stock     | Stuart Bingham  | 2-3   |         |
| 2016-2017 | Open de Vienne                   | Vienne    | Peter Ebdon     | 1-5   | Tableau |
| 2018-2019 | Open d'Angleterre                | Crawley   | Stuart Bingham  | 7-9   | Tableau |